# Kiełb pospolity
Kiełb pospolity, kiełb krótkowąsy, kiełb (Gobio gobio) – gatunek słodkowodnej ryby karpiokształtnej z rodziny karpiowatych (Cyprinidae). Bywa hodowany w akwariach zimnowodnych.

## Występowanie
Europa  z wyjątkiem Półwyspu Iberyjskiego, środkowych i południowych Włoch, Grecji, północnej Szkocji, Norwegii północnej Szwecji i Finlandii Gatunek charakterystyczny dla rzek o żwirowym i piaszczystym dnie, pospolity także w jeziorach, zwłaszcza w strefie przyboju.

## Opis
Osiąga najczęściej długość 8–14 cm. Nieliczne osobniki osiągają maksymalnie 20 cm. Ciało jest wrzecionowate, wygrzbiecone i lekko bocznie spłaszczone, pokryte dużymi łuskami (ok. 40 w linii bocznej). Linia brzucha prosta. Głowa długa, jej spodnia strona jest pozbawiona łusek (poza środkową częścią gdzie te czasami występują), pysk tępy, otwór gębowy dolny. Oczy duże. Na górnej szczęce dwa charakterystyczne krótkie wąsiki sięgające najwyżej do oka. Płetwa ogonowa jest rozwidlona. Grzbiet jest barwy brązowo-czarniawej, brązowo-niebieskawej bądź brązowo-zielonkawej. Boki są jaśniejsze, srebrzyste lub żółtawe z pasem 6–12 dużych, ciemnych plam barwy niebieskiej, aż do fioletowej. Płetwy szarawo-żółte lub bladoróżowe. Płetwa ogonowa jest nakrapiana małymi, ułożonymi w kilku, biegnących równolegle do wycięcia w płetwie rzędach, plamkami.

## Odżywianie
Młode osobniki odżywiają się planktonem i małymi larwami owadów. Później odżywia się rozmaitymi bentosowymi bezkręgowcami. Pokarmu poszukuje gromadnie za dnia, w płytkiej wodzie na piaszczystym i żwirowym dnie.

## Rozród
Dojrzewa płciowo w wieku 2–3 lat. Trze się w maju i czerwcu. Ikra o średnicy ok. 1,5 mm składana jest w liczbie 1000–3000 sztuk, na kamieniach i zatopionych korzeniach. Narybek wykluwa się po około 8 dniach, żyje na płyciznach, gromadnie, żywiąc się początkowo bardzo drobnym pokarmem. Kiełb żyje do 7 lat.

## Znaczenie gospodarcze
Niegdyś chętnie spożywany ze względu na bardzo smaczne mięso i łatwość złowienia. Bardzo popularny jako przynęta na ryby drapieżne.

## Ochrona
W Polsce nie posiada wymiaru ani okresu ochronnego.